# Cho Yeong-jae
Cho Yeong-jae (조영재?; Jangseong, 15 gennaio 1999) è un tiratore a segno sudcoreano, vincitore della medaglia d'argento nella pistola automatica da 25 metri a Parigi 2024.
A Parigi ha gareggiato anche nella pistola ad aria compressa da 10 metri chiudendo le qualificazioni al 14º posto e, insieme a Kim Ye-ji, nella gara di pistola da 10 metri aria compressa a squadre, dove è stato eliminato dopo il settimo posto in qualificazione.

## Palmarès
- Giochi olimpici

Parigi 2024: argento nella pistola automatica da 25 metri
- Campionati mondiali juniores di tiro

Suhl 2017: argento nella pistola da 10 metri e da 25 metri a squadre, bronzo nella pistola da 50 metri a squadre.